# 拉尔夫·冈萨维斯
拉尔夫·龔薩福（英語：Ralph Gonsalves；1946年8月8日—），圣文森特和格林纳丁斯政治家、自2001年起擔任該國總理至今。

## 经历
冈萨维斯首先进入政治生活，是在牙买加西印度群岛大学读书期间。1968年，英国政府禁止非常受欢迎的历史学家沃尔特·罗德尼的著作，作为学生会主席的冈萨维斯率领学生抗议英国政府的做法。冈萨维斯后来获得西印度群岛大学政治学博士学位，并在巴巴多斯继续学习法律，然后返回祖国。

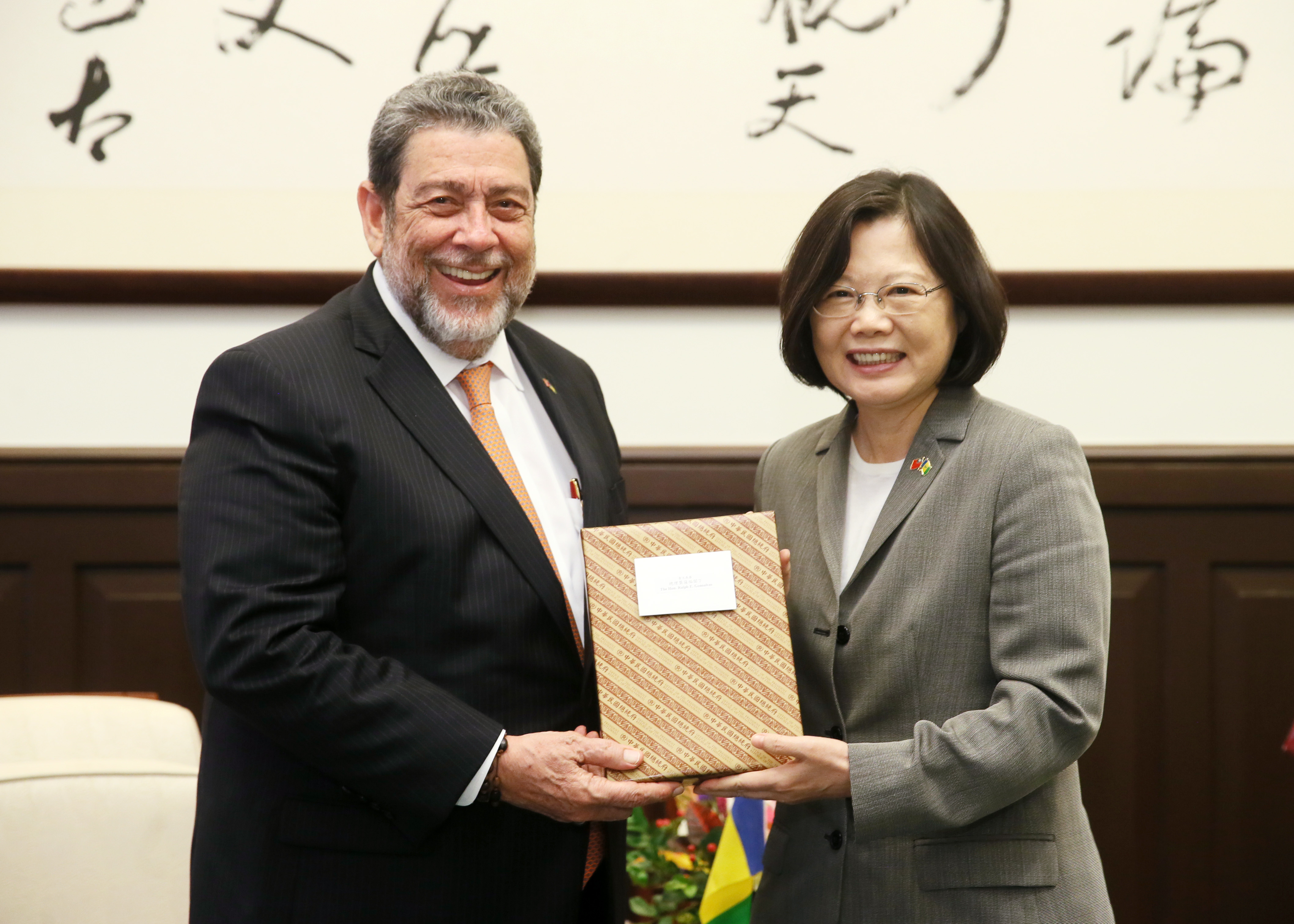
龔薩福與中華民國總統蔡英文

他於1994年首度當選圣文森特和格林纳丁斯议会議員，並於1998年當選为团结工党领袖。2001年3月领导該黨在大选中获胜，首次出任圣文森特和格林纳丁斯总理，隨後亦领导該黨在於2005年、2010年、2015年和2020年的大選中勝出續任至今，成為聖文森及格瑞那丁獨立後任期最長的政府首腦；期間維持與中華民國的外交關係；另曾在2009年推動修憲，欲廢除被他視為殖民標誌、由英國君主兼任聖文森及格瑞那丁君主的君主立憲制，但以失敗告終。

## 荣誉

### 外国勋章奖章
- 旭日大绶章（日本，2024年4月29日公布[1]）